# Dysoliarus unicornis
Dysoliarus unicornis är en insektsart som beskrevs av Ronald Gordon Fennah 1949. Dysoliarus unicornis ingår i släktet Dysoliarus och familjen kilstritar. Inga underarter finns listade i Catalogue of Life.